# Pena de muerte en Paraguay
La pena de muerte ha sido abolida en Paraguay. Fue abolida en el año 1992 por la constitución. La última ejecución en Paraguay fue en 1928.
Paraguay votó a favor de la moratoria de las Naciones Unidas sobre la pena de muerte ocho veces seguidas, en 2007, 2008, 2010, 2012, 2014, 2016, 2018 y 2020. También se adhirió al Segundo Protocolo Facultativo del Pacto Internacional de Derechos Civiles y Políticos el 18 de agosto de 2003.